# Cerkiew św. Łukasza w Domaczewie
Cerkiew św. Łukasza – prawosławna cerkiew parafialna położona w Domaczewie na Białorusi, w dekanacie brzeskim rejonowym eparchii brzeskiej i kobryńskiej Egzarchatu Białoruskiego Patriarchatu Moskiewskiego. Zbudowana w 1905, poświęcona 31 października tego samego roku.
Cerkiew mieści się w centrum wsi.

## Architektura

### Wygląd zewnętrzny
- Cerkiew została zbudowana z drewna w stylu bizantyjsko-rosyjskim, orientowana, na planie krzyża, malowana na niebiesko.
- Nad świątynią góruje ośmioboczna szaro-niebieska wieża-dzwonnica zwieńczona kopułką i ośmiobocznym krzyżem. Pomiędzy wieżą a częścią nawową mieści się łącznik, charakterystyczny dla tego typu budowli. Nad częścią nawową mieści się ośmioboczna szaro-niebieska kopuła zwieńczona krzyżem, każda dolna cząsteczka przypomina kształtem domy z wypchniętymi szczytami. Cerkiew liczy ok. 15 okien z niebieskimi obwódkami. Cerkiew posiada 3 ganki z trójkątnymi dachami oparte na kolumienkach i z rzeźbieniami na górze. Prezbiterium jest w formie apsydy. Dachy cerkwi wykonane są z szarej blachy. Nad łącznikiem znajduje się dach dwuspadowy, natomiast nad prezbiterium – jednospadowy.

### Wnętrze
- We wnętrzu mieści się 3-rzędowy, złocony ikonostas.
- Cerkiew jest podparta o kolumny, szczególnie kopuła a przy kopułę w dolnej części są postacie Ewangelistów i sceny biblijne.
- We wnętrzu są kioty, ikony i inne wyposażenia cerkwi.

### Cerkwie takiej samej budowy
- Cerkiew Podwyższenia Krzyża Pańskiego w Narwi
- Cerkiew Narodzenia św. Jana Chrzciciela w Nowej Woli
- Cerkiew św. Apostoła Jakuba w Łosince
- Cerkiew Narodzenia św. Jana Chrzciciela w Pasynkach